# Fulvio Tomizza
Fulvio Tomizza (Juricani kod Umaga, 26. siječnja 1935. – Trst, 21. svibnja 1999.), talijanski književnik, rođen na području današnje Hrvatske, koji je uvijek isticao svoje istarsko podrijetlo. Pokopan je u rodnoj župi Materadi.

## Život
Naraštaji njegovih predaka gradili su njegove Juricane, selo župe Materada nadomak Umaga. Školovao se u Gorici i Kopru. U drugom poraću otac odlučuje s obitelji napustiti zemlju i otići u Italiju. Tomizza duboko proživljava iskustvo iskorjenjivanja, osjećaj podijeljenosti između  "novog" i "starog" svijeta. Ponovno pokušava živjeti u tadašnjoj Jugoslaviji. Pohađa Akademiju dramskih umjetnosti u Beogradu, radi kao redateljski asistent u Ljubljani. Međutim, u trenutku kada je sudbina Istre konačno poznata, kada je završena era njezine pripadnosti Italiji, Tomizza se odlučuje za trajno nastanjenje u Italiji. Zajedno s još oko 200.000 optanata, optira za odlazak u Italiju (s time da su brojni Hrvati i Slovenci iskoristili ovu pravnu mogućnost za napuštanje Jugoslavije i odlazak u Italiju i prekomorske zemlje), suočivši se sa sudbinom stranca u Trstu. Tada započinje njegova pripovjedačka era. Svu bol i duboku zbunjenost prepušta papiru, rasvjetljava zapletenost misli i osjećaja.

## Rad i djela
Opisujući rodnu Istru u svojim djelima Tomizza je uvijek zagovarao potrebu suživota i snošljivosti jednih prema drugima. Mirio je razne etničke i ljudske različitosti. 
Materada (1960.) je Tomizzin književni prvijenac. Iako u njoj opisuje mučno iskustvo egzodusa, ona je i topla priča i dnevnik sjećanja onih koji su otišli.
Slijedi Djevojka iz Petrovije (1963.) koja je drugi dio iste pustolovine, kasnije cjeline Istarska trilogija (1967.). Justina (Giustina), središnji lik ovog romana, ne uspijeva se snaći u novom gradu, kopni u potrazi za putom nemogućeg povratka.
Bagremova šuma (1966.) završni je roman Istarske trilogije. Izbjeglička sudbina suočena je s bespovratnim iskorjenjivanjem, a spas od goreg moguć je samo prihvaćanjem sudbine, prihvaćanjem zemlje.
Slijedi autobiografska trilogija: Peto godišnje doba (1965.), Stablo snova (1969.) i Mirjamin grad (1971.).
Romanom Bolji život (1977.) predstavio se kao povjesničar svog kraja. Mnogi ovo djelo smatraju njegovim najboljim uratkom. 
Godine 1989. istarski nakladnik “Libar od grozda” iz Pule objavio mu je Odabrana djela na hrvatskom jeziku u 5 knjiga, u redakciji Alda Klimana.
Ostala djela:
- Naopaki toranj (1971.)
- Zbirka kratkih priča i zapisa
- Kamo se vratiti (1974.)
- Prijateljstvo (1980.)
- Zlo dolazi sa Sjevera (1984.)
- Jučer, prije stotinu godina (1985.)
- Mladenci iz ulice Rossetti (1986.)
- Kad je Bog napustio crkvu (1986.)
- Mletačka nasljednica (1988.)

## Nagrade i priznanja
- 1965. Nagrada Selekcije Campiello, za roman Peto godišnje doba
- 1969. Nagrada Viareggio, za roman Stablo snova
- 1972. Nagradu Fiera, za roman Mirjamin grad
- 1974. Nagradu Selekcije Campiello, za roman Kamo se vratiti
- 1977. Nagradu Strega, za roman Bolji život
- 1979. Nagradu austrijske države za europsku književnost
- 1986. Nagrada Selekcije Campiello, za roman Mladenci iz ulice Rossetti
- 1992. Nagrada Selekcije Campiello; Nagradu Boccaccio, za roman I rapporti colpevoli

## Tomizza i mi - susreti uz granicu
Svakog svibnja održava se znanstveni skup posvećen radu i djelu Fulvia Tomizze pod nazivom Tomizza i mi – susreti uz granicu. Umag, Koper i Trst domaćini su ovih susreta, prvi put održanih 2000. godine.